# Carles Lladó i Badia
En Carles Lladó i Badia (Igualada, Anoia, 1931) és un arquitecte, urbanista, atleta, corredor de fons i dirigent de curses d'orientació.

## Carrera
Doctor en arquitectura i diplomat en urbanisme,
sempre ha compaginat l'exercici de la seva professió amb la practica i la promoció de l'esport, l'afició a l'escultura i el disseny –premi Delta de plata ADI-FAD 1963–, així com a escriure sobre esport, viatges i especialment sobre la llibertat de Catalunya.
Pel que fa a l'esport, de jove va practicar l'atletisme en pista i de veterà va competir en maratons i triatlons. El 1987 va impulsar la creació de l'Associació per a la Delegació Olímpica de Catalunya (ADOC), entitat que reclamava el reconeixement del Comitè Olímpic de Catalunya de cara a participar en els Jocs de Barcelona'92. El 1988 va crear el Club Orientació Catalunya i la Federació de Curses d'Orientació de Catalunya (FCOC), amb la finalitat d'introduir l'orientació al nostre país perquè fos una de les cinc federacions necessàries per ingressar al Comitè Olímpic Internacional. El 1991 va crear el Trofeu Internacional d'Orientació Ciutat de Barcelona i, el 1995, la Copa d'Orientació de les Regions d'Europa. Del 1992 al 1996 va ser membre del Consell Directiu de la UFEC L'any 2000 la FCOC va instituir el Trofeu Carles Lladó; el 2003 fou guardonat amb la medalla de Forjador de la història esportiva de Catalunya. I el juny del 2015, Inside Orienteering, la revista de la International Orienteering Federation (IOF), va publicar l'article «Carles Lladó: A very influential veteran». Ha guanyat medalla en dos Campionats mundials de l'orientació veterans (World Masters Orienteering Championships), de plata el 2012 a Bad Harzburg, Alemanya, i de bronze el 2016, a Tallin, Estònia.
Com a activista polític, l'any 2002 va crear el partit 'Escons Insubmisos' amb l'objectiu de deixar buits, i sense sou, els escons corresponents als ciutadans que, com a protesta, no volien tenir representació parlamentària. I és també autor de diversos vídeos sobre la independència de Catalunya.

## Publicacions
Alguns dels llibres que ha publicat son:
- Barcelona adéu!, 1971.[13]
- Papipi, 1972 - segrestat pel "Tribunal de Orden Público" (TOP), amb expedient a l'autor el 1972.[14]
- 32.000 Passos, sobre la Marató de Catalunya i vivències d'arreu del món, 1983.[1]
- Catalunya independent!, 1986, on ja proposava convocar el referèndum d'autodeterminació.
- Catalunya: Comitè Olímpic! 1988.[1]
- Ei, Catalunya!, 2003.
- Diccionari polític, Barcelona: Editorial La Plana, 2006.[2]
- Promotor i coordinador de l'obra col·lectiva Catalunya: estat de la nació, 2008, de vint-i-vuit autors.
- El mal que m'ha fet Espanya, 2017.
- L'1-O i Catalunya des de molt abans, 2018.